# Anchoviella perezi
Anchoviella perezi är en fiskart som beskrevs av Cervigón, 1987. Anchoviella perezi ingår i släktet Anchoviella och familjen Engraulidae. Inga underarter finns listade i Catalogue of Life.